# Adesmia boronioides
Adesmia boronioides är en ärtväxtart som beskrevs av Joseph Dalton Hooker. Adesmia boronioides ingår i släktet Adesmia och familjen ärtväxter. Inga underarter finns listade i Catalogue of Life.

## Bildgalleri

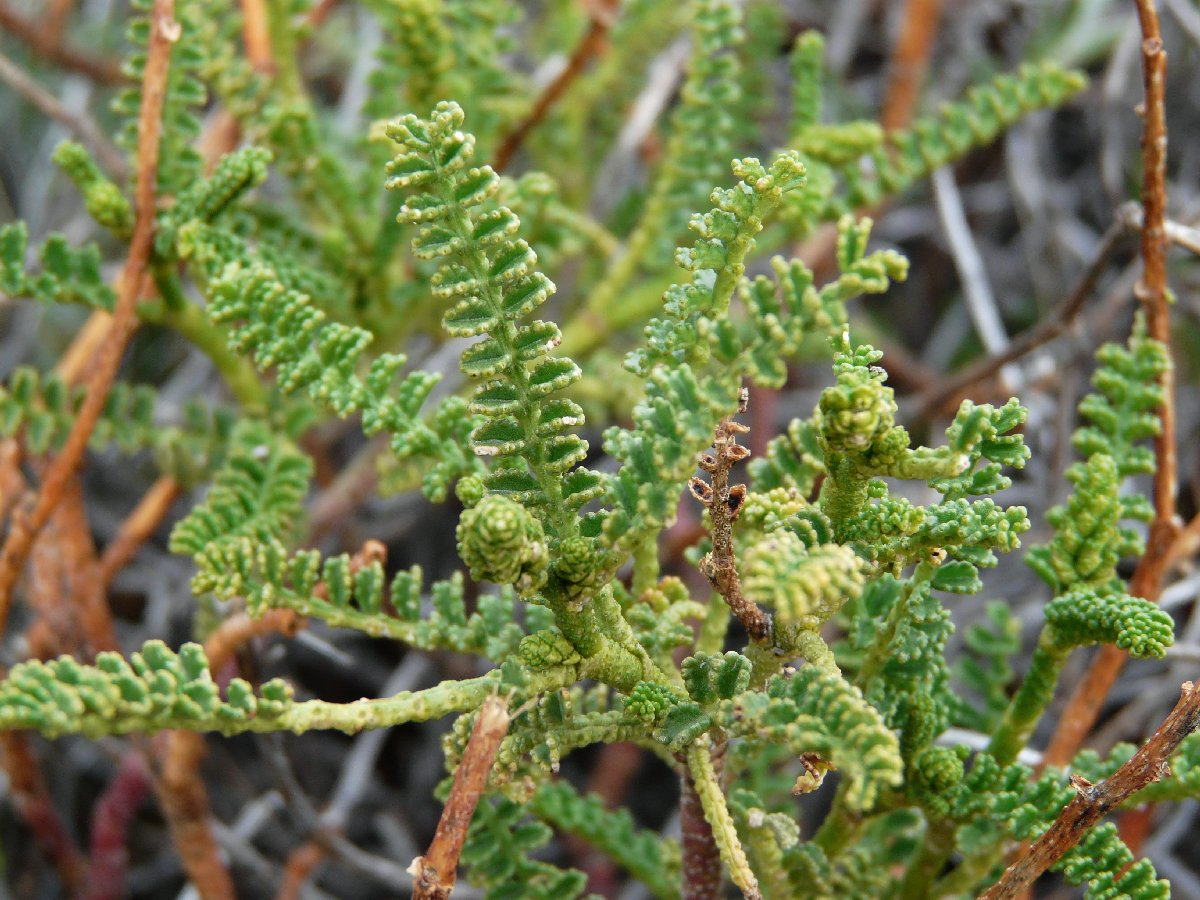